# Enallopsammia pusilla
Espèce
Statut CITES
Enallopsammia pusilla est une espèce de coraux appartenant à la famille des Dendrophylliidae.